# VDI 3805
Die VDI 3805 ist eine Richtlinienreihe des Fachbereiches Technische Gebäudeausrüstung des Vereins Deutscher Ingenieure. Die VDI-Richtlinienreihe ist in den Sprachen Deutsch und Englisch abgefasst. Die zugehörigen Richtlinien gelten als Anerkannte Regeln der Technik. Unter dem Titel „Produktdatenaustausch in der Technischen Gebäudeausrüstung (TGA)“ gibt es neben dem Blatt 1 „Grundlagen“ rund 40 Folgeblätter zu einzelnen Komponenten der TGA. Ziel der Richtlinienreihe ist es, die Produktdaten von Komponenten herstellerunabhängig zu beschreiben. In den 1990er Jahren diente dies vornehmlich der Digitalisierung von Katalogen. Darüber hinaus schafft die Nutzung der Formate nach VDI 3805 zudem eine wichtige Voraussetzung für die Anwendung von Building Information Modeling (BIM) anhand offener Standards (sog. Open-BIM).
| VDI 3805 Blatt 1  | Grundlagen                                                 |
| VDI 3805 Blatt 2  | Heizungsarmaturen                                          |
| VDI 3805 Blatt 3  | Wärmeerzeuger                                              |
| VDI 3805 Blatt 4  | Pumpen                                                     |
| VDI 3805 Blatt 5  | Luftdurchlässe                                             |
| VDI 3805 Blatt 6  | Heizkörper, Heiz- und Kühlkonvektoren mit und ohne Gebläse |
| VDI 3805 Blatt 7  | Ventilatoren                                               |
| VDI 3805 Blatt 8  | Brenner                                                    |
| VDI 3805 Blatt 9  | Modulare RLT-Geräte                                        |
| VDI 3805 Blatt 17 | Armaturen für die Trinkwasserinstallation                  |
| VDI 3805 Blatt 18 | Flächenheizung/-kühlung                                    |
| VDI 3805 Blatt 19 | Sonnenkollektoren                                          |
| VDI 3805 Blatt 20 | Speicher und Durchlauferhitzer                             |
| VDI 3805 Blatt 21 | Sanitärinstallationselemente                               |
| VDI 3805 Blatt 22 | Wärmepumpe                                                 |
| VDI 3805 Blatt 24 | Stellantriebe                                              |
| VDI 3805 Blatt 26 | KWK                                                        |
| VDI 3805 Blatt 32 | Verteiler/Sammler                                          |